# Quatro Amigas e um Casamento
Bachelorette (no Brasil e em Portugal Quatro Amigas e um Casamento) é um filme de comédia estadunidense, dirigido e escrito por Leslye Headland, o filme é produzido pelo estúdio americano, Gary Sanchez Productions. Bachelorette estreou no Festival Sundance de Cinema em 23 de janeiro de 2012. Os lançamentos nos cinemas foi em 7 de setembro de 2012 nos Estados Unidos e 7 de dezembro de 2012 no Brasil.
Inicialmente seria Casey Wilson a intérprete de Becky, da qual é a principal personagem, mas ela teve que deixar o filme devido a problemas de agenda. Em seu lugar foi contratada Rebel Wilson. Sobre o nome foi relatado que "elas não possuem qualquer tipo de parentesco". O elenco do filme também é composto por Kirsten Dunst como Regan, Lizzy Caplan como Gena e Isla Fisher como Katie, as atrizes principais do longa.

## Sinopse
As garotas mais populares da escola Regan (Kirsten Dunst), Katie (Isla Fisher) e Gena (Lizzy Caplan) têm como passatempo perturbar a gordinha e pouco popular Becky (Rebel Wilson). Agora, anos mais tarde, Becky é a primeira a se casar. Para escolher as madrinhas do casamento Becky escolhe suas antigas amigas, logo depois o trio  aceita o convite e resolve preparar para Becky uma despedida de solteiro, mesmo sem conseguir esconder a dor de cotovelo por ela ser a primeira do grupo a se casar.

## Recepção
O Metacritic, que usa uma média ponderada, atribuiu ao filme uma pontuação de 53 em 100, baseado em 30 críticos, indicando críticas "mistas ou médias".